# JAC Motors
JAC Motors (полное название — Anhui Jianghuai Automobile Co., Ltd (安徽江淮汽车有限公司) — китайская автомобилестроительная компания, выпускающая легковые и грузовые автомобили, а также автобусы.
Штаб-квартира и основные предприятия расположены в городе Хэфэй провинции Аньхой.

## История
История компании началась в 1958 году, со строительства дамбы и шлюзов для регулирования стока воды из озёра Чаоху. В 1962 году строительство было завершено, и завод, производивший оборудование для шлюзов, было решено перепрофилировать на выпуск автокомплектующих.
Производство началось в 1964 году, вскоре предприятие было объединено с Аньхойским заводом двигателей внутреннего сгорания.
В ноябре 1965 года было заключено соглашение о поставке деталей для автозавода Nanjing Automobile.
В 1969 году началось производство собственной модели грузовика, названного Jianghuai; вскоре по этой модели было названо и всё предприятие — Hefei Jianghuai Automobile Factory (Хэфэйский автомобильный завод «Цзянхуай»). 

В 1986 году начался выпуск новой модели, трёхтонного грузовика HF131, для производства которого было закуплено новое оборудование. Это оборудование, в свою очередь, позволило начать выпуск автобусов. В 1996 году производство автобусов было расширено поглощением Хэфэйского автобусного завода, а в 2003 году — ещё одного, Anhui Ankai Automobile. В 2010 году был куплен ещё один производитель автобусов, Jiangdu Bus Factory.
В мае 1997 года на основе предприятия была создана компания Anhui Jianghuai Automobile Co., Ltd. В сентябре 2001 года компания разместила свои акции на Шанхайской фондовой бирже.
В апреле 1996 года было начато сотрудничество с южнокорейской группой Hyundai, продлившееся 10 лет; в рамках сотрудничества был построен новый завод в Хэфэе, на котором началось производство минифургонов, первой моделью стала Hyundai Starex. С мая 2002 года компания начала выпускать автомобили под собственным брендом JAC, в частности «Starex» под названием «JAC Ruifeng». В 2006 году появилась модель JAC Rein, кроссовер, сделанный по образцу Hyundai Santa Fe. Также в 2006 году велись переговоры о превращении сотрудничества в совместное предприятие, однако всё закончилось полным разрывом отношений. В январе 2008 года под брендом JAC был выпущен первый седан Binyue. Позже в том же году появилась и вторая модель, Tongyue. К разработке этих и последующих моделей привлекалась итальянская дизайнерская компания Pininfarina.
В 2012 году было выпущено 450 тыс. автомобилей, из них 150 тыс. легковых. В 2015—2016 гг. продажи легковых машин достигли 350 тыс., но затем пошли на убыль. Причиной ограниченного успеха было качество продукции, вполне соответствующее невысокой цене.
В 2015 году было заключено соглашение о сотрудничестве с разработчиком и производителем электромобилей NIO, в связи с чем был построен ещё один завод в Хэфэе на 120 тыс. автомобилей в год, в 2021 год его производительность была удвоена. В 2017 году было создано ещё одно совместное предприятие, также по производству электромобилей, партнёром стал немецкий концерн Volkswagen. В 2020 году Volkswagen увеличил свою долю в совместном предприятии до 75 %, а также приобрёл 50 % акций Anhui Jianghuai Automobile Group Holding, до того полностью государственной материнской структуры автопроизводителя. Началось строительство нового завода мощностью 350 тыс. автомобилей в год.
В 2020 году велись переговоры о строительстве нового завода в России по созданию в индустриальном парке «Рязанский» производства по сборке погрузчиков и малотоннажных грузовиков, их продаже и сервисному обслуживанию.

## Деятельность
Основным рынком для компании является Китай, на него в 2022 году пришлось 66 % выручки. По видам продукции основными категориями были грузовики (44 % выручки), легковые автомобили (28 %) и автобусы (4 %).

## Продукция
Под маркой JAC выпускаются погрузчики (электрические, дизельные, газобензиновые грузоподъёмностью 1-10 тонн), гидравлические тележки, легковые, грузовые и внедорожные автомобили, самосвалы, бетономешалки, седельные тягачи а также пассажирский транспорт (автобусы), длиной от 6 до 12 метров.
Компания самостоятельно производит основные узлы и компоненты для своих грузовиков.

### Модельный ряд в России
В России в разные годы были представлены следующие модели автомобильной техники JAC:
Автобусы:
- JAC HFC6830G — 8-метровый городской автобус с дизельным двигателем Yuchai YC4E150-20 (Euro II) мощностью 150 л. с., количество посадочных мест — 21.
- JAC HK6105G1 — 10-метровый городской автобус с дизельным двигателем Yuchai YC6J210-20 (Евро II) мощностью 210 л. с., количество посадочных мест — 32 (общая вместимость — 70 чел.).
- JAC HK6120 — 12-метровый туристический автобус с дизельным двигателем Weichai WP.10.290 (Euro IV) мощностью 290 л. с., количество посадочных мест — 45.
- JAC HK6603GQ — 6-метровый пассажирский микроавтобус с газовым (метановым) двигателем CA4GN (Евро III) мощностью 111 л. с., количество посадочных мест — 18.
- JAC HK6730К — 7-метровый пассажирский микроавтобус с дизельным двигателем CY4102BZLQ (Euro II) мощностью 120 л. с., количество посадочных мест — 21.
- JAC HK6880K — 9-метровый междугородный автобус с дизельным двигателем Yuchai YC4G220-20 (Euro II) мощностью 220 л. с., количество посадочных мест — 29.

Грузовые автомобили:
- JAC HFC1040K до 2013 г. — малотоннажный грузовик грузоподъёмностью 2,5 т.
- JAC HFC1045K до 2013 г. — малотоннажный грузовик грузоподъёмностью 3 т.
- JAC N56 с 2014 г. — малотоннажный грузовик грузоподъёмностью 3 т.
- JAC HFC1061K до 2013 г. — грузовик грузоподъёмностью 3 т.
- JAC N75 с 2014 г. — грузовик грузоподъёмностью 5 т.
- JAC HFC1083K до 2013 г. — грузовик грузоподъёмностью 5 т.
- JAC N120 с 2015 г. — грузовик грузоподъёмностью 8,5 т.
- JAC HFC3252KR1 до 2013 г. — грузовик грузоподъёмностью 25 т.
- JAC N90 — среднетоннажный грузовик грузоподъёмностью 5,9 т.
- JAC N200 — среднетоннажный грузовик грузоподъёмностью 13,75 т.
- JAC N350 — самосвал грузоподъёмностью 19,4 т.
- JAC N410 — самосвал грузоподъёмностью 22 т.
- JAC K7 — седельный тягач, полная масса автопоезда 45 т.

Вилочные погрузчики:
- JAC СPQD 15 — 100 — бензиновые вилочные погрузчики, грузоподъемностью от 1,5 т до 10 т;
- JAC СPCD 15 — 250 — дизельные вилочные погрузчики, грузоподъемностью от 1,5 т до 25 т;
- JAC СPD 15 — 50 — электропогрузчики вилочные, грузоподъемностью от 1,5 т до 5 т.
- JAC CDD 20-60 — самоходные электроштабелеры, грузоподъемностью от 1,5 т до 2 т, и с высотой подъёма от 1 м до 6 м;
- JAC CBD 15 — 30 — самоходные перевозчики палет, грузоподъемностью от 1,5 т до 3 т;

Легковые и внедорожные автомобили:
- JAC Rein — кроссовер, созданный с оглядкой на Hyundai Santa Fe первого поколения, но технически не имеющий к нему никакого отношения[11]. Автомобиль собирали на Таганрогском автозаводе, в том числе под именем Tagaz C190.
- JAC Refine — пятиметровый минивэн.
- JAC J3 — седан А-класса
- JAC S5 — кроссовер, созданный «с оглядкой» на Hyundai ix35, но технически не имеющий к нему никакого отношения[12].
- JAC J2 — хетчбэк В-класса.
- JAC S7 — среднеразмерный кроссовер.
- JAC J7 — лифтбэк C-класса
- JAC T6 — пикап
- JAC T8 Pro — пикап
- JAC JS3 — кроссовер
- JAC JS4 — кроссовер, серийно выпускаемый с 23 ноября 2022 года на российском заводе «Москвич» под именем «Москви́ч 3» («Moskvich 3»). Автомобиль представляет собой китайский кроссовер Sehol X4 (JAC JS4), транспортируемый в Россию из Китая в разобранном виде и затем собираемый методом крупноузловой сборки.
- JAC JS5 — кроссовер
- JAC Refine RF8 — минивэн, с 2023 года

### Электромобили
Фирма JAC создала несколько электрических версий уже существующих грузовиков.
Также на Шанхайском автосалоне были представлены[когда?] электрические версии легковых автомобилей, с литиевыми аккумуляторами с радиаторным охлаждением ёмкостью в 66 кВт{\displaystyle *}ч, запас хода которых составляет до 470 км (также, по заявлениям официального сайта, общий ресурс этих аккумуляторов до полного износа составит 1 000 000 км).
- Sehol E40X — кроссовер с двигателем в 150 л. с. и литий-железо-фосфатными аккумуляторами емкостью 55 кВт∙ч (на российском рынке — продвинутая версия под названием «Москвич 3е»)[13].

## Сотрудничество с автопроизводителями в мире
JAC сотрудничает с автопроизводителями разных стран мира, позволяя им выпускать свои автомобили методом крупноузловой или постовой сборки под своими марками, тем самым неявно наращивая своё присутствие на мировом авторынке. В ряде случаев это позволяет обходить экономические санкции, делая неочевидным их нарушение.
- DR Automobiles (Италия): компания, специализирующаяся на выпуске автомобилей китайской разработки (исторически Chery, впоследствии также JAC и BAIC) под маркой DR и суббрендами EVO и Sportequipe[14].
- Kerman Motor (Иран): компания, собирающая в числе прочих и автомобили JAC. Некоторые из них продаются под оригинальным брендом, а некоторые — под маркой KMC.
- Минский автомобильный завод (Белоруссия): предприятие собирает грузовой и пассажирский микроавтобус JAC Sunray под маркой МАЗ, получивший в народе прозвище «Мазель»[15].
- Sollers (Россия): выпускаются Sunray и X200 под собственной маркой и с названиями «Атлант» и «Арго»[16].
- Москвич (Россия): методом постовой сборки выпускаются автомобили JAC и дочерней Sehol под собственной маркой.

Кроме того, до 2014 года некоторые автомобили JAC собирались на Таганрогском автозаводе как под собственной маркой, так и под маркой ТагАЗ.